# Fed Cup 2017 – zóna Evropy a Afriky
Zóna Evropy a Afriky Fed Cupu 2017 byla jednou ze tří zón soutěže, kterých se účastnily státy ležící v daných regionech, v tomto případě týmy ze států nacházejících se na evropském a africkém kontinentu. Do soutěže zóny Evropy a Afriky nastoupilo 37 družstev, z toho čtrnáct účastníků hrálo v 1. skupině, osm ve 2. skupině a patnáct v kvalitativně nejnižší 3. skupině. Součástí herního plánu byly také tři baráže.

## 1. skupina
- Místo konání: Tenisové centrum Tallink, Tallinn, Estonsko (hala, tvrdý)
- Datum: 8.–11. února 2017
- Formát: Čtrnáct týmů bylo rozděleno do čtyř bloků po dvou čtyřčlenných a dvou tříčlenných účastnících. Vítězové bloků se utkali v zápase o postup do baráže o Světovou skupinu II pro rok 2018 (vzájemné zápasy vítězů A–D a B–C). Družstva, která se umístila na druhém místě, sehrála vzájemné zápasy o konečnou dělenou 5. a 8. příčku. Třetím týmům ze čtyřčlenných bloků připadla 9. příčka. Týmy z posledních míst se utkaly ve vzájemném zápase o udržení (vzájemné zápasy týmů A–D a B–C). Dva poražení sestoupili do 2. skupiny zóny Evropy a Afriky pro rok 2018.

### Účastníci
| Nasazení                                                                                   | Nasazení                                                           | Nasazení |
| 1. koš                                                                                     | 2. koš                                                             | 3. koš |
| ------------------------------------------------------------------------------------------ | ------------------------------------------------------------------ | --- |
| 1. Polsko (18.) 2. Chorvatsko (22.) 3. Velká Británie (23.) 4. Srbsko (24.)                | 1. Turecko (29.) 2. Gruzie (30.) 3. Maďarsko (31.) 4. Izrael (33.) | 1. Bulharsko (38.) 2. Portugalsko (42.) 3. Estonsko (46.) 4. Rakousko (47.) 5. Lotyšsko (49.) 6. Bosna a Hercegovina (52.) |
| V závorce je uvedeno umístění na žebříčku ITF; nasazení dle žebříčku ze 14. listopadu 2016 |                                                                    | |

### Bloky
|    | Blok A         | POL | AUT | GEO |
| 1. | Polsko (2–0)   |     | 2–1 | 2–1 |
| 2. | Rakousko (1–1) | 1–2 |     | 2–1 |
| 3. | Gruzie (0–2)   | 1–2 | 1–2 |     |

|    | Blok B                    | CRO | HUN | BIH |
| 1. | Chorvatsko (2–0)          |     | 2–1 | 3–0 |
| 2. | Maďarsko (1–1)            | 1–2 |     | 3–0 |
| 3. | Bosna a Hercegovina (0–2) | 0–3 | 0–3 |     |

|    | Blok C               | GBR | LAT | TUR | POR |
| 1. | Velká Británie (3–0) |     | 3–0 | 3–0 | 3–0 |
| 2. | Lotyšsko (2–1)       | 0–3 |     | 2–1 | 3–0 |
| 3. | Turecko (1–2)        | 0–3 | 1–2 |     | 2–1 |
| 4. | Portugalsko (0–3)    | 0–3 | 0–3 | 1–2 |     |

|    | Blok D          | SRB | EST | BUL | ISR |
| 1. | Srbsko (3–0)    |     | 2–1 | 2–1 | 2–1 |
| 2. | Estonsko (2–1)  | 1–2 |     | 2–1 | 2–1 |
| 3. | Bulharsko (1–2) | 1–2 | 1–2 |     | 2–1 |
| 4. | Izrael (0–3)    | 1–2 | 1–2 | 1–2 |     |

### Baráž
| Pořadí      | tým bloku A         | výsledek | tým bloku D    |
| ----------- | ------------------- | -------- | -------------- |
| Postup      | Polsko              | 1–2      | Srbsko         |
| 5.–8. místo | Rakousko            | 2–1      | Estonsko       |
| 9. místo    | —                   | —        | Bulharsko      |
| Sestup      | Gruzie              | 2–1      | Izrael         |
| Pořadí      | tým bloku B         | výsledek | tým bloku C    |
| Postup      | Chorvatsko          | 1–2      | Velká Británie |
| 5.–8. místo | Maďarsko            | 2–0      | Lotyšsko       |
| 9. místo    | —                   | —        | Turecko        |
| Sestup      | Bosna a Hercegovina | 1–2      | Portugalsko    |

### Konečné pořadí
| Umístění         | Tým       | Tým                 | Tým | Tým |
| Postup/1. místo  | Srbsko    | Velká Británie      |     |     |
| 3. místo         | Polsko    | Chorvatsko          |     |     |
| 5. místo         | Rakousko  | Maďarsko            |     |     |
| 7. místo         | Estonsko  | Lotyšsko            |     |     |
| 9. místo         | Bulharsko | Turecko             |     |     |
| 11. místo        | Gruzie    | Portugalsko         |     |     |
| Sestup/13. místo | Izrael    | Bosna a Hercegovina |     |     |

Výsledek
- Srbsko a Velka Británie postoupily do baráže Světové skupiny II pro rok 2018,
- Izrael a Bosna a Hercegovina sestoupily do 2. skupiny zóny Evropy a Afriky pro rok 2018.

## 2. skupina
- Místo konání: Tenisová škola Šiauliai, Šiauliai, Litva (tvrdý, hala)
- Datum: 19.–22. dubna 2017
- Formát: Osm týmů bylo rozděleno do dvou čtyřčlenných bloků A a B. První dva týmy z každého bloku se utkaly v baráži o postup do 1. skupiny zóny Evropy a Afriky pro rok 2018, a to zápasem první z bloku A s druhým z bloku B a naopak. Vítěz každého utkání si zajistil postup. Třetí týmy sehrály zápas o udržení se čtvrtými družstvy z opačných bloků. Poražení sestoupili do 3. skupiny zóny Evropy a Afriky pro rok 2018.

### Účastníci
| Nasazení                                                                              | Nasazení                             | Nasazení                       | Nasazení                                |
| 1. koš                                                                                | 2. koš                               | 3. koš                         | 4. koš                                  |
| ------------------------------------------------------------------------------------- | ------------------------------------ | ------------------------------ | --------------------------------------- |
| 1. Švédsko (50.) 2. Dánsko (52.)                                                      | 1. Litva (57.) 2. Jižní Afrika (61.) | 1. Egypt (63.) 2. Norsko (68.) | 1. Lucembursko (73.) 2. Slovinsko (80.) |
| V závorce je uvedeno umístění na žebříčku ITF; nasazení dle žebříčku z 13. února 2017 |                                      |                                |                                         |

### Bloky
|    | Blok A             | SLO | SWE | NOR | RSA |
| 1. | Slovinsko (2–1)    |     | 3–0 | 1–2 | 3-0 |
| 2. | Švédsko (2–1)      | 0–3 |     | 3–0 | 3–0 |
| 3. | Norsko (2–1)       | 2–1 | 0–3 |     | 3–0 |
| 4. | Jižní Afrika (0–3) | 0–3 | 0–3 | 0–3 |     |

|    | Blok B            | DEN | LUX | EGY | LTU |
| 1. | Dánsko (3–0)      |     | 2–1 | 2–1 | 3–0 |
| 2. | Lucembursko (1–2) | 1–2 |     | 1–2 | 3–0 |
| 3. | Egypt (1–2)       | 1–2 | 2–1 |     | 1–2 |
| 4. | Litva (1–2)       | 0–3 | 0–3 | 2–1 |     |

### Baráž
| Pořadí | tým bloku A  | výsledek | tým bloku B |
| ------ | ------------ | -------- | ----------- |
| Postup | Slovinsko    | 2–0      | Lucembursko |
| Postup | Švédsko      | 2–1      | Dánsko      |
| Sestup | Norsko       | 2–0      | Litva       |
| Sestup | Jižní Afrika | 0–2      | Egypt       |

### Konečné pořadí
| Umístění        | Tým         | Tým          | Tým | Tým |
| Postup/1. místo | Slovinsko   | Švédsko      |     |     |
| 3. místo        | Lucembursko | Dánsko       |     |     |
| 5. místo        | Norsko      | Egypt        |     |     |
| Sestup/7. místo | Litva       | Jižní Afrika |     |     |

Výsledek
- Slovinsko a Švédsko postoupily do baráže Světové skupiny II pro rok 2018,
- Litva a Jihoafrická republika sestoupily do 2. skupiny zóny Evropy a Afriky pro rok 2018.

## 3. skupina
- Místo konání: Národní tenisová škola a Tenisový klub Acvila, Kišiněv, Moldavsko (antuka, venku)
- Datum: 13.–17. června 2017
- Formát: Patnáct týmů bylo rozděleno do tří čtyřčlenných bloků B, C, D a bloku A, jenž obsahoval tři účastníky. Vítězové bloků se utkali v zápase o postup do 2. skupiny zóny Evropy a Afriky pro rok 2018 (vzájemné zápasy vítězů A–C a B–D). Družstva, která se umístila na druhých místech spolu sehrála utkání o konečnou dělenou 5. a 7. příčku, třetí týmy vzájemně soupeřily o dělenou 9. a 11. pozici a zbylí tři účastníci obsadili 13. a dělené 14. pořadí.

### Účastníci
| Nasazení                                                                              | Nasazení                                                          | Nasazení                                                        | Nasazení                                           |
| 1. koš                                                                                | 2. koš                                                            | 3. koš                                                          | 4. koš                                             |
| ------------------------------------------------------------------------------------- | ----------------------------------------------------------------- | --------------------------------------------------------------- | -------------------------------------------------- |
| 1. Řecko (70.) 2. Irsko (72.) 3. Finsko (73.) 4. Moldavsko (74.)                      | 1. Makedonie (77.) 2. Kypr (83.) 3. Arménie (84.) 4. Maroko (88.) | 1. Tunisko (89.) 2. Alžírsko (91.) 3. Malta (93.) 4. Keňa (97.) | 1. Mosambik (101.) 2. Island (102.) 3. Kamerun (-) |
| V závorce je uvedeno umístění na žebříčku ITF; nasazení dle žebříčku z 24. dubna 2017 |                                                                   |                                                                 |                                                    |

### Bloky
|    | Blok A        | GRE | MLT | ARM |
| 1. | Řecko (2–0)   |     | 2–1 | 3–0 |
| 2. | Malta (1–1)   | 1–2 |     | 3–0 |
| 3. | Arménie (0–2) | 0–3 | 0–3 |     |

|    | Blok B       | CYP | IRL | KEN | ISL |
| 1. | Kypr (3–0)   |     | 3–0 | 3–0 | 3–0 |
| 2. | Irsko (2–1)  | 0–3 |     | 2–1 | 3–0 |
| 3. | Keňa (1–2)   | 0–3 | 1–2 |     | 2–1 |
| 4. | Island (0–3) | 0–3 | 0–3 | 1–2 |     |

|    | Blok C          | FIN | TUN | MKD | CMR |
| 1. | Finsko (3–0)    |     | 2–1 | 3–0 | 3–0 |
| 2. | Tunisko (2–1)   | 1–2 |     | 3–0 | 3–0 |
| 3. | Makedonie (1–2) | 0–3 | 0–3 |     | 3–0 |
| 4. | Kamerun (0–3)   | 0–3 | 0–3 | 0–3 |     |

|    | Blok D          | MDA | MAR | ALG | MOZ |
| 1. | Moldavsko (3–0) |     | 3–0 | 3–0 | 3–0 |
| 2. | Maroko (2–1)    | 0–3 |     | 3–0 | 3–0 |
| 3. | Alžírsko (1–2)  | 0–3 | 0–3 |     | 3–0 |
| 4. | Mosambik (0–3)  | 0–3 | 0–3 | 0–3 |     |

### Baráž
| Pořadí        | tým bloku A | výsledek | tým bloku C |
| ------------- | ----------- | -------- | ----------- |
| Postup        | Řecko       | 2–0      | Finsko      |
| 5.–8. místo   | Malta       | 2–1      | Tunisko     |
| 9.–12. místo  | Arménie     | 1–2      | Makedonie   |
| 13.–14. místo | —           | —        | Kamerun     |
| Pořadí        | tým bloku B | výsledek | tým bloku D |
| Postup        | Kypr        | 0–2      | Moldavsko   |
| 5.–8. místo   | Irsko       | 1–2      | Maroko      |
| 9.–12. místo  | Keňa        | 0–2      | Alžírsko    |
| 13.–14. místo | Island      | 3–0      | Mosambik    |

### Konečné pořadí
| Umístění        | Tým       | Tým       | Tým | Tým |
| Postup/1. místo | Řecko     | Moldavsko |     |     |
| 3. místo        | Finsko    | Kypr      |     |     |
| 5. místo        | Malta     | Maroko    |     |     |
| 7. místo        | Tunisko   | Irsko     |     |     |
| 9. místo        | Makedonie | Alžírsko  |     |     |
| 11. místo       | Arménie   | Keňa      |     |     |
| 13. místo       | Island    | Island    |     |     |
| 14. místo       | Kamerun   | Mosambik  |     |     |

Výsledek
- Řecko a Moldavsko postoupily do 2. skupiny zóny Evropy a Afriky pro rok 2018